# Torre de telecomunicaciones de Zagreb
La Torre de telecomunicaciones de Zagreb, también llamada torre de televisión de Sljeme (por encontrarse en el pico del mismo nombre en la montaña Medvednica cerca de Zagreb, Croacia) (en croata: Radiotelevizijski toranj Sljeme ) es una torre de telecomunicaciones de 169 m de altura construida de hormigón armado. Fue construida en 1973 y no está abierta al público, aunque a nivel de los 75 m hay espacio para un restaurante previsto en la torre. El 4 de octubre de 1991, durante la guerra de independencia de Croacia, fue blanco de un ataque de la Fuerza Aérea Yugoslava.